# Nikon D50
Die Nikon D50 ist eine digitale Spiegelreflexkamera des japanischen Herstellers Nikon, die im Juni 2005 in den Markt eingeführt wurde.

## Technische Merkmale
Der 6-Megapixel-Bildsensor im DX-Format erzeugt Bilder mit einer maximalen Größe von 3008 × 2000 Pixeln. Die Aufnahmen können wahlweise verlustbehaftet als JPEG mit 8 Bit Farbtiefe oder verlustfrei im proprietären Rohdatenformat NEF mit 12 Bit Farbtiefe abgespeichert werden. Eine Kombination des gleichzeitigen Abspeicherns von NEF und JPEG ist ebenso möglich, hierbei steht für das JPEG allerdings nur die Basis-Qualitätsstufe zur Verfügung. Als Speichermedium können bei der Kamera ausschließlich SD-Karten mit einer maximalen Kapazität von 2 GB verwendet werden.
Die Belichtungszeit beträgt 1/4000 bis 30 Sekunden sowie Langzeitbelichtung (Bulb). Ein Selbstauslöser ist vorhanden, ein Drahtauslösergewinde nicht, die Kamera kann aber über eine Infrarot-Fernbedienung ausgelöst werden.
Der Belichtungsindex ist von ISO 200 bis 1600 wählbar, sowohl im Automatik- als auch im manuellen Betrieb. Die verfügbaren verschiedenen Belichtungsmodi sind Programmautomatik, Zeitautomatik, Blendenautomatik und manuelle Belichtung. Zusätzlich gibt es noch eine Reihe von Motiv-Programmen wie Vollautomatik, Porträt, Landschaft, Nahaufnahme (Makro – nur in Verbindung mit entsprechendem Objektiv sinnvoll nutzbar), Sport und Nachtaufnahme.
An der Unterseite besitzt die Kamera ein Stativgewinde aus Metall, mit dem alle handelsüblichen Stative verwendet werden können.
Die Kamera wurde in den Gehäusefarben schwarz und silber/schwarz produziert.

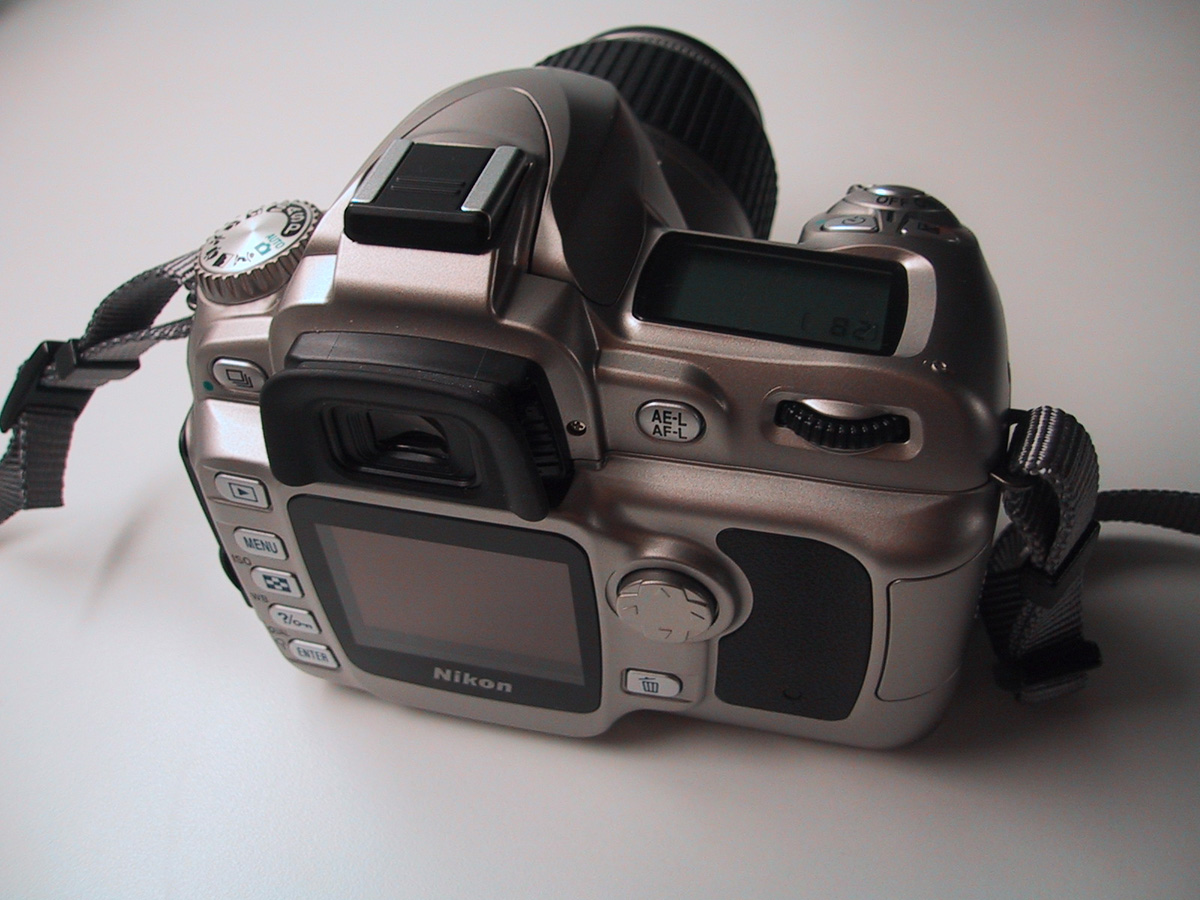
Rückseite der Kamera

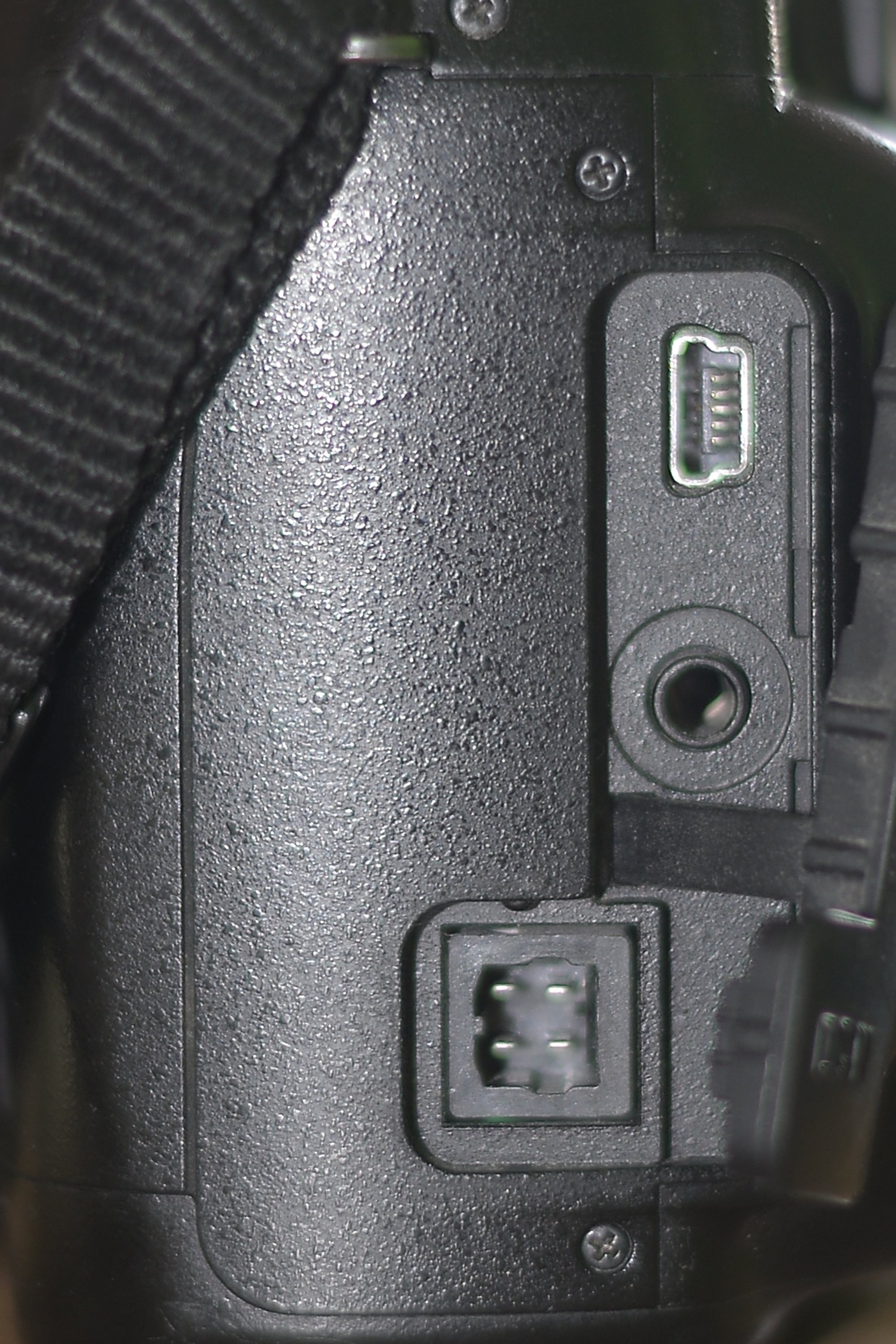
Auf der linken Seite der Kamera stehen ein USB-Anschluss, ein Video-Out und ein DC-In Anschluss zur Verfügung.

### Objektive
Die Kamera besitzt ein F-Bajonett für Wechselobjektive und kann fast alle dafür vorgesehenen Objektive nutzen. Mangels Blendenmitnehmer kann bei alten manuellen Objektiven die Belichtungsmessung und -automatik nicht genutzt werden, allerdings funktioniert die automatische Springblende. Die Kamera lässt sich daher sinnvoll nur mit AF-Nikkor-Objektiven sowie entsprechenden Objektiven von Fremdherstellern verwenden. Über den eingebauten Fokussiermotor unterstützt die Kamera auch alle alten Autofokus-Objektive der Kleinbild-Ära ohne eingebauten Autofokusmotor.
Durch den gegenüber Kleinbildfilm (36 mm × 24 mm) verkleinerten Sensor im DX-Format ergibt sich ein Bildbeschnitt um einen Formatfaktor (Crop-Faktor) von 1,5. Um auf die speziellen Gegebenheiten der digitalen Spiegelreflexkameras einzugehen, führte der Hersteller eine neue Objektiv-Reihe ein, die DX-Nikkore. Diese lässt sich jedoch wegen des kleineren Bildkreises nur eingeschränkt an den Kleinbild-Kameras nutzen.
Das Kameragehäuse wurde auch als „Kit“ zusammen mit dem Zoomobjektiv AF-S Nikkor DX 18–55 mm F3.5–5.6G ED verkauft. Dies entspricht ca. 27–84 mm bei Kleinbild. Auch war die Kamera als „DX Super Kit“ erhältlich, welches zusätzlich das Zoomobjekt AF-S Nikkor DX 55–200 mm F4-5.6G ED enthielt (entspr. 84–305 mm Kleinbild).

### Bildschirm
Zur Kontrolle der Aufnahmen sowie zur Darstellung des Einstellungs-Menüs befindet sich ein 2-Zoll-LCD an der Rückseite der Kamera. Über eine Live-View-Funktion zur Motivsuche mit dem Monitor verfügt das Modell nicht.
Der Hersteller gibt für den Lithium-Ionen-Akku eine Kapazität von mehr als 1000 Bildern an. Realistisch sind jedoch ungefähr 500 bis 600 Bilder.

### Blitz
Die Kamera verfügt über einen ausklappbaren Miniatur-Blitz sowie einen Blitzschuh für externe Blitzgeräte, wobei hier eine schnelle Blitzsynchronzeit bis zu 1/500 Sekunde geboten wird. Zur Speicherung der Aufnahmen steht ein SecureDigital-Kartenschacht zur Verfügung. Die Übertragung der Bilddaten auf den Rechner erfolgt über einen USB-2-Anschluss (Typ Mini-B). Dabei stehen zwei Standards zur Verfügung: Mass storage (ermöglicht den Anschluss wie bei einem USB-Massenspeicher) sowie PTP. Da das Übertragen der Bilddaten von der Kamera an einen Computer recht viel elektrische Energie benötigt, wird jedoch zur Schonung des Ladezustandes des Akkus empfohlen, für die Übertragung der Daten einen separaten Kartenleser zu verwenden.

## Zubehör
Zum Zubehör der Kamera zählen:
- Stromversorgung: Im Lieferumfang enthalten waren ein EN-EL3-Lithiumionenakku und das Schnellladegerät MH-18a. Der Akkutyp EN-EL3e neuerer Kameramodelle kann ebenfalls verwendet werden. Selbiges gilt für entsprechende Akkus von Fremdherstellern. Die Kamera kann aber auch mit dem Netzgerät EH-5 betrieben werden.
- Blitzgeräte: Die Kamera unterstützt die Nikon-Blitzgeräte SB-400 (ultrakompakt), SB-600 (Standard), SB-800 (Profi) und bestimmte Typen von Fremdherstellern. Bei älteren Blitzgeräten funktioniert die TTL-Steuerung nicht.
- Objektive: Alle Nikon-AF-Objektive können an der Kamera verwendet werden. Der Blendenring hat dabei keine Funktion mehr, sondern wird immer auf die kleinste Blendenöffnung eingestellt.
- Sucherzubehör: Die Kamera weist den üblichen rechteckigen Sucheranschluss des Herstellers auf. Erhältlich sind die Sucherlupe DG-2 und der Winkelsucher DR-6.